# Лютенсков, Василий Михайлович
Василий Михайлович Лютенсков (1847—1913) — Донской казак, генерал-лейтенант РИА, заместитель начальника штаба Войска Донского, участник русско-турецкой войны, видный общественный деятель .

## Биография
Родился 16 октября 1847 года. Из потомственных дворян.
Среднее образование  получил в 1-м Московском кадетском корпусе, затем обучался и успешно завершил  Александровское военное училище.  В чине Хорунжего был выпущен в Донское Казачье Войско, старшинство с 8 августа 1866 года. В чине сотника, старшинство с 4 января 1871 года. 26 февраля 1873 года был награждён чином есаула, с назначением на должность личного адъютанта походного атамана Донских кавалерийских парков Варшавского военного округа.
В 1877 году  был переведён в Атаманский лейб-гвардии полк,  в чине ротмистра гвардии,  старшинство с 26 февраля 1877 года. Там же началась его многолетняя дружба с командиром полка, полковником А. Д. Мартыновым. В составе лейб-гвардии Атаманского полка участвовал в русско-турецкой войне 1877—1878 гг. За боевые заслуги был произведён в чин полковника, старшинство с 28 марта 1882 года. В 1883 году, с переходом г-м Мартынова на пост начальника штаба Войска Донского, назначен его заместителем. В мае 1892 года был награждён чином генерал-майора. В октябре 1896 совместно с генерал-лейтенантом А. М. Грековым, руководил первой всеобщей переписью населения на Дону. В начале 1900-х годов активно занимался благотворительной деятельностью; собирал фонды на реставрацию православных церквей в Ростове и Новочеркасске.
С 1902 по 1913 гг. был заместителем председателя Донского Сельскохозяйственного Общества , назначался представителем Войска Донского при Областном Совете Директората Народных Училищ, избирался в члены правления всероссийского общества Защиты Животных , состоял членом Новочеркасского областного статистического общества и съезда судей Черкасского округа.
20 июня 1902 года собрание областного статистического комитета назначило Лютенскова председателем музыкально-этнографической комиссии в задачу которой входило составление списков и категоризация Казаческого фольклора и музыкального народного творчества. По предложению Лютенскова непосредственная работа по составлению списков была поручена А. М. Листопадову
В 1905 году Лютенсков, И.Н. Ефремов и присяжный поверенный А. А. Донецкий основали "Донскую Прогрессивную Партию" (ДПП), которая просуществовала до осени 1906. Будучи "партией центра", и к тому же "дворянской", ДПП не смогла устоять перед натиском крайних идеологий того времени как с права так и с лева. К концу 1906 большинство её членов примкнуло к Партии "Мирного обновления", "Октябристам" или "Кадетам"
24 августа 1906 года Лютенсков был награждён чином генерал-лейтенанта. В том же 1906 г., по болезни, вышел в отставку с чином и мундиром. Сменён на посту заместителя начальника штаба Калединым, Алексеем Максимовичем.
В 1908 году вместе со священником Петром Знаменским, возглавил попечительный совет Донской Богородицкой церкви. В 1911 году, накануне празднования столетия победы над Наполеоном в войне 1812 года, совместно с генералом Жеребковым, входил в состав комиссии по перезахоронению в Вознесенский собор останков Атамана Платова, генерала Бакланова и других великих Донцов. Участвовал в публикациях сборника «Донцы XIX века».
В. М. Лютенсков награждён многими орденами Российской империи, Высочайшим Монаршим Благоволением и Персидским орденом «Льва и Солнца».
Умер 10 апреля 1913 года. Был захоронен в Храме Димитрия Солунского в городе Новочеркасске.

## Семья
Жена: Лютенскова, Анна Петровна (дочь генерал-майора Петра Филипповича Суворова (Березовского)), Дочь: Лютенскова, Нина Васильевна, Сыновья: Лютенсков, Николай Васильевич — актёр, Лютенсков, Пантелеймон Васильевич (11.2.1884 — 1944) — военный инженер, капитан русской армии (3-я Искровая Рота), участник Первой мировой войны, участник Белого движения, подполковник.